# 刘思慕
刘思慕，原名劉燧元（1904年1月16日—1985年2月21日），广东新会人，中华人民共和国国际问题专家、新闻工作者。

## 生平
辛亥革命后随家迁居广州，先后入广州勤业小学、新会县立中学、 广州南武中学读书。1923年，考入岭南大学文科，与同学甘乃光、梁宗岱等发起组织广州文学研究会（后成为文学研究会广州分会），编辑出版《文学旬刊》，还给茅盾在上海主编的《小说月报》撰稿，积极投身新文化运动。1925年初加入中国国民党。1926年任海军政治部宣传科科员、中国国民党广东省党部宣传部秘书兼任省立女子师范学校教员。1926年11月间经甘乃光推荐给鲍罗廷，入莫斯科中山大学第五班学习。1927年国民党清党后，刘思慕离苏回国，在北京北新书局、上海远东图书公司任编辑，在北平今是中学、上海大陆大学、华南大学任教。1932年春自费赴欧，就读于德国左派社会民主党办的法兰克福社会科学学院，在柏林参加中共党员王炳南、张铁生等组织的“旅德华侨反帝大同盟”举办的读书会、工人夜校活动， 参与学校德共支部发起的反法西斯示威游行。半年后，学校被魏玛政府取缔， 转往奥地利维也纳大学经济系学习。
1933年秋回国，留苏同班同学顾淑型（陈翰笙夫人）说，有个进步的国际组织要找一个人把中文资料译成英文。顾淑型便介绍曾任厦门大学教授的肖炳实和他见面，肖炳实告诉刘，这个“进步国际组织”就是第三国际远东情报局。肖炳实还希望刘利用与内政部次长甘乃光和立法院秘书长梁寒操的关系，打进南京政府任职。刘在上海加入共产国际远东情报局后，与负责人华尔顿约定用德文通信。刘特地委托在岭南大学时要好同学、实业部次长汤澄波向甘乃光推荐，任内政部处长级“编审”，并分担行政效率研究会的部分工作及主编会刊。1935年5月因交通员陆独步被捕叛变，远东情报局负责人华尔顿被捕，此即当时轰动上海的"怪西人案"，女交通员黄君珏立即通知刘思慕火速撤退，并发出"老父病危"的假电报，使刘思慕夫妇得以金蝉脱壳但仍被特务追捕，奔逃于苏、鲁、晋各省之间， 最后到了山东泰山得到冯玉祥掩护，于1936年春逃往日本。在东京曾翻译《歌德自传－诗与真》和撰写《亡国者的悲哀》等作品发表。
1937年七七事变后，他从日本回到上海，在国际宣传委员会工作，后被冯玉祥邀往武汉，做讲演、宣传工作。1938年秋，南下香港，在胡愈之等创办的国际新闻社香港分社担任国际问题专栏作者，同时被选为中国青年新闻记者学会香港分会理事，并在该会创办的中国新闻学院讲授国际新闻课。1940年夏，赴印度尼西亚，在雅加达华侨办的《天声日报》工作。太平洋戰爭爆發后， 历尽艰辛回到昆明，任滇军第一旅第二团政治顾问、衡阳《力报》主笔、《广西日报》主笔、美国新闻处昆明心理作战部编辑。
抗日战争胜利后，在广州美国新闻处工作。1945年底，任香港《华商报》总编辑， 兼中国新闻学院院长，主讲社会研究。1949年9月，以印尼华侨代表身份被邀第一届中国人民政治协商会议委员，参加中华人民共和国开国大典。
新中国成立后，任上海《新闻日报》总编辑（后兼副社长）和上海市文化局副局长、参加1954年日内瓦会议的中国记者代表团团务委员、外交部国际关系研究所副所长（所长陈翰笙）兼世界知识出版社社长、总编辑。1957年调任上海《新闻日报》社长、《解放日报》副总编辑。1957年入党。1960年5月，任上海国际问题研究所副所长。1962年后，先后出席第一届非洲史学会议、 北京国际学术讨论会、第二届亚非会议的专家会议。文化大革命期间被解除隔离后，将补发的工资9000元交给组织，并阐明作党费4000元，其余5000元则认为自己被隔离期间没有工作，不应得工资，交回组织处理。1979年任中国社会科学院世界历史研究所（前身为外交部国际关系研究所）所长。1980年任中国史学家代表团副团长出席第十五届国际历史科学大会。
第一、二、三届全国人民代表大会代表。第一、五、六届全国政协委员，中国民主同盟中央常务委员。

## 著作
- 《日本的财阀、军队与政党》
- 《战争途中的日本》
- 《弱小民族解放史读本》
- 《第二次世界大战——历史与现实》
- 《世界经济地理概要》
- 《世界政治地理》
- 《战前与战后的日本》
- 《欧战纵横谈》
- 《马克思主义的经济危机论》（译著）
- 《美帝军事上狂想的破灭》
- 《时刻记住资本主义包围的存在》
- 《欧游漫忆》
- 《樱花和梅雨》
- 《野菊集》
- 《国际通讯选》
- 翻译《歌德自传》

## 家人
妻子曾菀